# Apolemichthys
Apolemichthys è un genere di pesci d'acqua salata appartenenti alla famiglia Pomacanthidae.

## Distribuzione e habitat

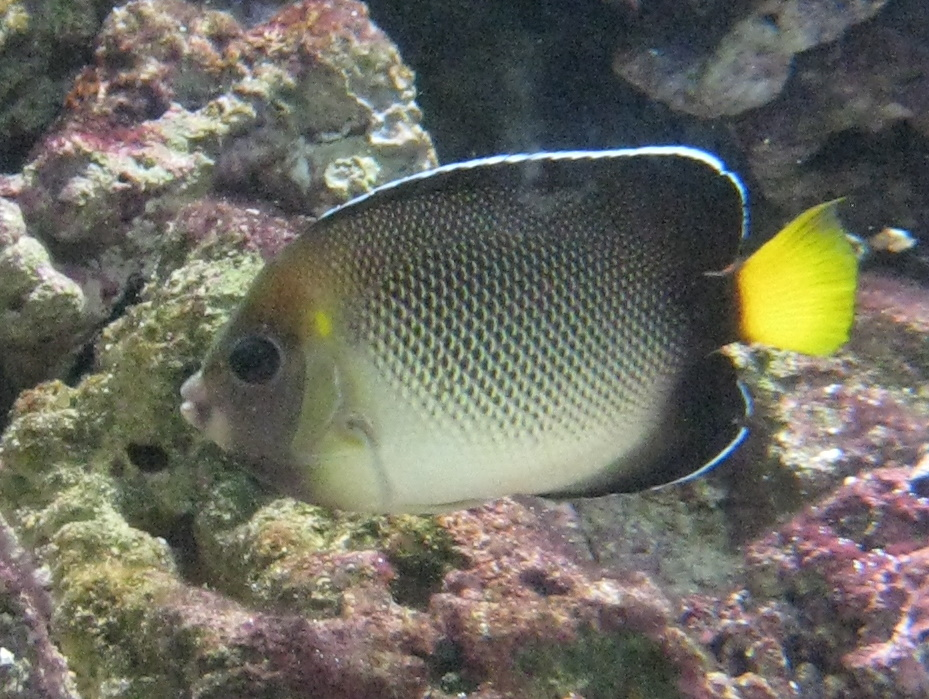
Apolemichthys xanthurus

Tutte le specie sono diffuse nell'Indo-Pacifico, dove abitano barriere coralline e coste rocciose.

## Acquariofilia
Alcune specie di Apolemichthys sono commercializzate per l'acquariofilia, e ospitate in acquari pubblici.

## Specie
Al genere sono ascritte 9 specie:
- Apolemichthys arcuatus (Gray, 1831)
- Apolemichthys armitagei Smith, 1955
- Apolemichthys griffisi (Carlson & Taylor, 1981)
- Apolemichthys guezei (Randall & Maugé, 1978)
- Apolemichthys kingi Heemstra, 1984
- Apolemichthys trimaculatus (Cuvier, 1831)
- Apolemichthys xanthopunctatus Burgess, 1973
- Apolemichthys xanthotis (Fraser-Brunner, 1950)
- Apolemichthys xanthurus (Bennett, 1833)